# هيذر ماكفيرسون
هيذر ماكفيرسون (بالإنجليزية: Heather McPherson)‏ هي كاتِبة وشاعرة نيوزيلندية، ولدت في 28 مايو 1942 في تاورانجا في نيوزيلندا، وتوفيت في 10 يناير 2017.